# Cortes (Navarra)
Cortes è un comune spagnolo di 3 227 abitanti situato nella comunità autonoma della Navarra.